# تام بیرز
تام بیرز (انگلیسی: Thom Beers؛ زادهٔ july ۲۰, ۱۹۵۲ (۷۲ سال)) تهیه‌کننده تلویزیونی و صداپیشه اهل ایالات متحده آمریکا است.